# السنوسي الهادي
السنوسي الهادي محمد عمار مواليد 26 فبراير 1994 في ليبيا، هو لاعب كرة قدم ليبي يلعب في نادي السالمية الكويتي.

## مسيرة اللاعب
لعب في نادي الاتحاد و انتقل إلى نادي الجبلين السعودي في عام 2018 و انتقل إلى النادي العربي الكويتي في عام 2019 و انتقل إلى نادي الإمارات في صيف 2023 و انتقل إلى نادي السالمية مطلع عام 2024 و يلعب في المنتخب الليبي منذ عام 2019 .